# Johannes Steyer
Johannes Steyer (* 28. September 1908 in Röhrsdorf; † 1. März 1998 Wittgensdorf) war ein deutscher Metallarbeiter mit Bekenntnis als Zeuge Jehovas, der als Überlebender von vier Konzentrationslagern Bilder aus seiner Hafterfahrung im KZ Buchenwald malte.

## Leben
Johannes Steyer kam im sächsischen Röhrsdorf zur Welt. Nach dem Schulabschluss erlernte er einen Metallberuf und wohnte dann in Kändler bei Limbach. Er war bekennendes Mitglied der Religionsgemeinschaft der Zeugen Jehovas. Mit 27 Jahren, im März 1935, wurde er als „Bibelforscher“ in das frühe KZ Sachsenburg eingewiesen. Am 19. August 1937 wurde er in das Aufbaukommando des geplanten KZ Buchenwald überstellt und bekam dort die Häftlingsnummer 1795. Am 6. Mai 1940 wurde er in das KZ Sachsenhausen transportiert. Hier kam er in der SS-Baubrigade 5 zum Arbeitseinsatz. Wegen eines Wechsels der Unterstellung dieser Brigade kam er zunächst in das KZ Neuengamme und am 22. September 1944 erneut in das damalige Außenkommando Dora des KZ Buchenwald mit der Häftlingsnummer 88534.
In den 1970er Jahren malte er aus der Erinnerung einen Bilder-Zyklus, der seine Verfolgungsgeschichte darstellt. 27 Kopien seiner Aquarell-Serie „Buchenwald“ bildeten das Herzstück einer Ausstellung, die in Tel Aviv gezeigt wurde.

## Erinnerung
- Im Jahre 2017 wurde in der Vorbereitung eines Gedenkweges in der Stadt Regensburg eine Ausstellung gezeigt. Kurator Hans Simon-Pelanda erarbeitete eine Ausstellung mit Aquarellen und Zeichnungen von Johannes Steyer und einem weiteren KZ-Überlebenden aus Buchenwald, Heinz Tetzner.